# Raphia frater
Raphia frater är en fjärilsart som beskrevs av Augustus Radcliffe Grote 1867. Raphia frater ingår i släktet Raphia och familjen nattflyn. Inga underarter finns listade.

## Bildgalleri

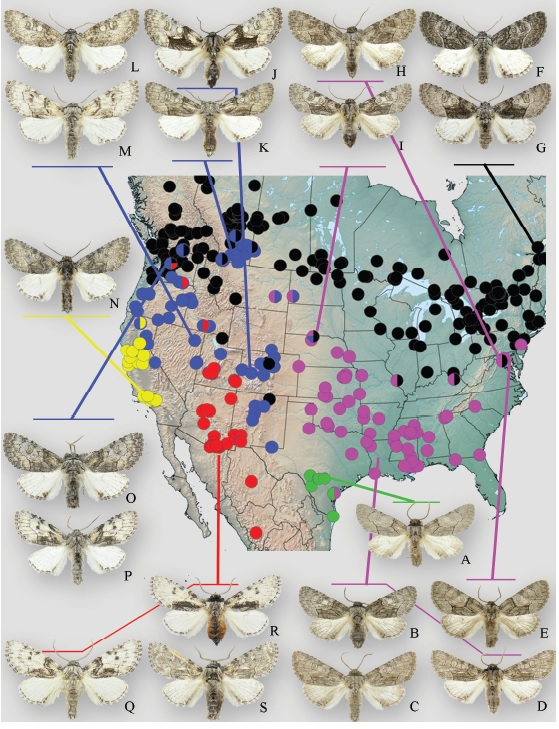